# Hermann Heuer
Hermann Heuer (* 8. Februar 1904 in Duisburg; † 29. August 1992 in Freiburg im Breisgau) war ein deutscher Anglist und Hochschullehrer.

## Leben
Er besuchte die Schulen in seiner Geburtsstadt Duisburg und studierte von 1922 bis 1924 Geschichte und Philologie in Marburg und Berlin. Nach der Promotion zum Dr. phil. 1927 in Marburg und Habilitation an der Universität Marburg 1931 war er als Privatdozent für Englische Philologie tätig, zunächst an der Justus-Liebig-Universität Gießen und ab 1935 an der Christian-Albrechts-Universität zu Kiel. 1938 wurde er außerordentlicher Professor in Kiel und hatte eine Vertretungsprofessur an der Universität Münster inne. Von 1939 bis 1943 lehrte er als außerordentlicher Professor in Münster. Von 1943 bis 1950 war er ordentlicher Professor für Englische Philologie an der Universität Münster, wo er auch als Dekan wirkte, und von 1950 bis 1972 ordentlicher Professor für Englische Philologie an der Albert-Ludwigs-Universität Freiburg.
Heuer war einer der Initiatoren der Wiederbegründung der Deutschen Shakespeare-Gesellschaft und gehörte 1949 deren Vorstand an.

## Schriften (Auswahl)
- Romaneske Elemente im Realismus von Charles Dickens. Marburg 1927.
- Studien zur syntaktischen und stilistischen Funktion des Adverbs bei Chaucer und im Rosenroman. Heidelberg 1932.